# Hokrana(K), Bidar
Hokrana(K) là một làng thuộc tehsil Bidar, huyện Bidar, bang Karnataka, Ấn Độ.